# 澤本嘉光
澤本 嘉光（さわもと よしみつ、1966年6月10日 - ）は、日本のクリエイティブ・ディレクター、CMプランナー。電通に所属。

## 略歴
長崎県長崎市生まれ。川崎市立富士見台小学校、麻布中学校・高等学校、東京大学文学部国文学科卒業。1990年、電通入社。コピーライターを経て、2年目からCMプランナーに。ソフトバンクの「白戸家」シリーズや、東京ガスの「ガス・パッ・チョ!」など、数々のヒットCMを制作し続けている。宣伝会議のコピーライター養成講座やCMプランニング講座では講師を務めている。
大林宣彦監督の『時をかける少女』と森田芳光監督の『家族ゲーム』と観て映像の業界に入ろうと思ったという。
カンヌ国際広告祭、アジア太平洋広告祭、IBA、NYフェスティバル、Times Asia-Pacificなど海外の広告賞を数々受賞。国内でもACC CM FESTIVALグランプリ、東京コピーライターズクラブグランプリをはじめ、社団法人日本広告業協会が年間で最も優れたクリエーティブ・ワークを手掛けたクリエーターを選出する「クリエイター・オブ・ザ・イヤー」には2000年、2006年、2008年と唯一3度受賞している。
ACC CM FESTIVAL（2002年）、タイAdman Awards（2004年）、クリオ賞TV部門（2005年）、第9回アジア太平洋広告祭フイルム部門（2006年）、第53回カンヌ国際広告祭のフイルム部門審査員、第60回カンヌ国際広告祭のOUTDOOR LIONS部門の審査員（2013年）など、国内外で審査員を歴任。
作詞家として、日韓ワールドカップのテーマソング「Let's get together now（共同作詞）」や東方神起、CHEMISTRY、郷ひろみなどの曲を作詞。
映画『犬と私の10の約束』の原作、脚本を担当。小説として同名の書籍を出版。『お父さんは同級生』（幻冬舎、2012年）に出版。
読売ADリポート ojo（オッホ）『広告日和』やマガジンハウス Hanako『おかわり自由』（4コマ漫画）などのコラムを多数、執筆中。
また、「世界一のテレビCMを決める世界最大の広告祭」を舞台にした映画『ジャッジ!』（配給：松竹）が2014年1月11日に公開された。主演は、妻夫木聡と北川景子。脚本を担当し、監督には数々の有名CMを手掛けた、CMディレクター永井聡を起用。CM業界の超一流クリエーターにより、知られざる広告業界の一面が描かれている。
2016年12月26日の『SMAP×SMAP』最終回におけるソフトバンクSMAP特別CMを発案し、同僚の権八成裕、佐々木宏や、関係者と共に制作した。

## 作品

### CM
- ソフトバンク「白戸家」
- 東京ガス「ガスパッチョ」「ガスの仮面」「家族の絆 お弁当メール/おてつだい券」
- 中央酪農会議「牛乳に相談だ。」
- 家庭教師のトライ
- スマートニュース「朝1分のニュースが人生を変える 吉岡里帆」
- セコム「ホームセキュリティ - 木村拓哉、加瀬亮」
- 三井不動産「芝浦アイランド - SMAP」[9]
- 資生堂「uno FOG BAR - 妻夫木聡、小栗旬、瑛太、三浦春馬」
- TOTO「TOILETBIKE」
- トヨタ自動車「ReBORN」ドラえもん篇
- KDDI「豊川悦司、永瀬正敏、浅野忠信」
- 日本航空「ニッポンをみつけよう」
- 全日本空輸「エコ割/旅割」「LIVE 中国 ANA」
- 角川書店「角川文庫」
- 読売新聞「yorimo」「オリンピック 粘り強い取材」「五輪 僕の走れなかった道」
- リクルート「FromA 夢のトランク」
- 日清食品「どん兵衛」
- サントリー「ザ・グレートカクテルズ」「BOSS 仕事中/休憩中 - 中居正広、草彅剛」
- ロッテ「アーモンドチョコレート - 中居正広」
- 日本酒類販売「ニコラ・フィアット」

ほか多数

### 映画
- 「犬と私の10の約束」原作、脚本
- 「ジャッジ!」脚本
- 「一度死んでみた」脚本

### ドラマ
- 「潜水艦カッペリーニ号の冒険」脚本（2022年1月3日、フジテレビ）
- 「やっぱそれ、よくないと思う。」脚本（2023年1月6日、テレビ朝日）

### MV
- L'Arc〜en〜Ciel
  - 『CHRONICLE』曲間映像 （監督：三木俊一郎）
- T.M.Revolution
  - 「魔弾」（監督：三木俊一郎）
- ASIAN KUNG-FU GENERATION
  - 「アフターダーク」（監督：塚越規）
- ねごと
  - 「nameless」（監督：関和亮）
  - 「greatwall」（監督：関和亮）
  - 「たしかなうた」（監督：関和亮）
- 乃木坂46
  - 「気づいたら片想い」（監督：柳沢翔）
  - 「今、話したい誰かがいる」（監督：萩原健太郎）
  - 「帰り道は遠回りしたくなる」（監督：関和亮）
  - 「平行線」（監督：泉田岳）
- TRICERATOPS
  - 「Shout!」（監督：定松功祐）
- 山本彩
  - 「JOKER」（監督：萩原健太郎）

### 著書
- 犬と私の10の約束
- ソックスと約束
- お父さんは同級生

### 作詞
- 沖祐市
  - 「青いライオン～Blue Lion」
- CHEMISTRY
  - 「C'EST LA VIE」
- 郷ひろみ
  - 「Boom Boom Boom/Come On Baby」
- 東方神起
  - 「Stay With Me Tonight」「Somebody To Love」
- Voices of KOREA/JAPAN
  - 「Let's Get Together Now」

## 出演
- TOKYO FM - 澤本・権八のすぐに終わりますから（2014年4月～）

## 受賞歴
- クリエイター・オブ・ザ・イヤー賞（2000年、2006年、2008年）
- クリエイター・オブ・ザ・イヤー特別賞
- クリエイター・オブ・ザ・イヤー・メダリスト
- カンヌ広告祭銀賞
- クリオ賞金賞
- アジア広告祭グランプリ
- TCC（東京コピーライターズクラブ）最高賞
- ACC（全日本シーエム放送連盟）金賞